# Strychnos lanceolaris
Strychnos lanceolaris är en tvåhjärtbladig växtart som beskrevs av Friedrich Anton Wilhelm Miquel. Strychnos lanceolaris ingår i släktet Strychnos och familjen Loganiaceae. Inga underarter finns listade i Catalogue of Life.